# Возвышенский район
Возвы́шенский райо́н — административная единица на севере Казахской ССР и Казахстана в составе Северо-Казахстанской области, существовавшая в 1967—1997 годах.

## История
Возвышенский район был образован в составе Северо-Казахстанской области Казахской ССР согласно Указу Президиума Верховного Совета Казахской ССР от 2 января 1967 года. Центром района стало село Возвышенка.
23 мая 1997 года Указом № 3528 Президента Республики Казахстан Возвышенский район упразднён. Его территория вошла в состав Булаевского района Северо-Казахстанской области.

## Главы района
| Первые секретари Возвышенского райкома компартии Казахстана - Магазов Килаш Магаэович (1967—1970) - Зенченко Василий Дмитриевич (1970—1978) - Бубнов Геннадий Михайлович (1978—1985) - Викторов Евгений Иванович (1986—1990) | Председатели исполкома Возвышенского районного совета - Жузенов Енсеген Едилович (1967—1969) - Магазов Килаш Магазович (1970—1978) - Смагулов Шаймурат Смагулович (1978—1981) - Кудасбаев Амантай Букольбаевич (1981—1987) - Уразалин Аманбол Мухаметкалиевич (1987—1992) | Главы Возвышенской районной администрации - Уразалин Аманбол Мухаметкалиевич (1992—1995) Акимы Возвышенского района - Уразалин Аманбол Мухаметкалиевич (1995—1996) - Амрин Кеменгер Кожахметович (1996—1997) Секретари Возвышенского районного маслихата - Скибский Николай Васильевич (1994—1997) |